# 聖加萬區
聖加萬區（西班牙語：Distrito de San Gabán），是秘魯的一個區，位於該國東南部普諾大區的卡拉瓦亞省，始建於1925年10月15日，面積2,029.22平方公里，海拔高度580米，2005年人口4,243，人口密度每平方公里2.1人。